# Municipio de Kennison (Dakota del Norte)
El municipio de Kennison (en inglés: Kennison Township) es un municipio ubicado en el condado de LaMoure en el estado estadounidense de Dakota del Norte. En el año 2010 tenía una población de 108 habitantes y una densidad poblacional de 1,16 personas por km².

## Geografía
El municipio de Kennison se encuentra ubicado en las coordenadas 46°34′48″N 98°42′53″O / 46.58000, -98.71472. Según la Oficina del Censo de los Estados Unidos, el municipio tiene una superficie total de 92.85 km², de la cual 92,8 km² corresponden a tierra firme y (0,05 %) 0,05 km² es agua.

## Demografía
Según el censo de 2010, había 108 personas residiendo en el municipio de Kennison. La densidad de población era de 1,16 hab./km². De los 108 habitantes, el municipio de Kennison estaba compuesto por el 97,22 % blancos, el 0,93 % eran afroamericanos, el 0,93 % eran amerindios y el 0,93 % eran de una mezcla de razas. Del total de la población el 0 % eran hispanos o latinos de cualquier raza.